# Muskingum County Animal Farm
Die Muskingum County Animal Farm war eine nicht öffentlich zugängliche Menagerie in Zanesville im US-Bundesstaat Ohio. Der Besitzer Terry Thompson hielt auf seinem 73 Acres (ca. 30 ha) großen Grundstück vorwiegend große Raubtiere, darunter Löwen, Pumas, Grizzlybären, Schwarzbären, Bengaltiger und Wölfe. Die Farm lag etwa 3 km westlich von Zanesville an der Autobahn Interstate 70.
Gegen 17 Uhr am 19. Oktober 2011 ließ der stark verschuldete Thompson, der gerade eine Gefängnisstrafe wegen illegalen Waffenbesitzes verbüßt hatte, seine Tiere aus ihren Gehegen frei und beging anschließend Suizid. In der Folge verließen 56 Großraubtiere das Gelände und entkamen in die umliegende Gegend. Es kam zu einem Großaufgebot von mehr als fünfzig Angehörigen der Polizei, die die entkommenen Tiere während der nächsten 24 Stunden jagte und zum größten Teil erschoss. Unter den 49 erschossenen Tieren waren 18 Bengaltiger, 17 Löwen, sechs Schwarzbären, zwei Grizzlybären und drei Pumas. Drei Leoparden, ein Grizzlybär und zwei Affen konnten von Mitarbeitern des Zoos von Columbus betäubt und in den Zoo gebracht werden.
Jack Hanna vom Columbus Zoo bezeichnete die Erschießung der restlichen Tiere als bedauerlich, aber angesichts der Umstände unvermeidlich. Der für den Polizeieinsatz zuständige Sheriff Matt Lutz bezeichnete die Ereignisse als „sinnlos und verrückt“. Menschen kamen während der Ereignisse nicht zu Schaden. Die Schulen der Umgebung blieben am 20. Oktober geschlossen, und auf der Interstate 70 wurden Schilder mit Warnhinweisen aufgestellt.
Die Haltung von Wildtieren ist in den Vereinigten Staaten auf Bundesstaatsebene geregelt. Ohio besitzt keine entsprechenden Regelungen, und die entsprechenden Bundesgesetze beziehen sich lediglich auf Einrichtungen, die Tiere gegen Entgelt ausstellen. Der Gouverneur von Ohio, John Kasich, beauftragte in der Folge eine Arbeitsgruppe mit dem Ausarbeiten von staatlichen Regelungen zur privaten Wildtierhaltung. Als Folge davon trat auf den 5. September 2012 in Ohio ein Gesetz in Kraft, das die private Wildtierhaltung strenger regelt.